# 愛爾蘭領地
爱尔兰领地（英語：Lordship of Ireland，1171年－1542年），是1169年—1171年英格兰王国入侵爱尔兰后，建立的名义上统治爱尔兰全岛的政权。1177年英格兰国王亨利二世册封其幼子约翰为爱尔兰领主。1199年约翰即位为英格兰国王以来，爱尔兰领主成为英格兰君主享有的头衔。爱尔兰领主在爱尔兰领地由爱尔兰总督代表。
英格兰君主声称对爱尔兰全岛拥有统治权，但实际上英格兰君主的统治只延伸到爱尔兰岛部分地区。爱尔兰岛的其它地区——即盖尔人的爱尔兰——仍然在各种盖尔人的爱尔兰王国或酋长的控制之下，他们经常与盎格鲁-诺曼人交战。
在英国的统治下的地区随着时间的推移而不断变化，并在13世纪末和14世纪初达到最大程度。1315 - 1318年苏格兰入侵，1315 - 1317年大饥荒，1340年代黑死病，导致领主地位下降。不稳定的政治形势和英国的封建制度为爱尔兰的盎格鲁-诺曼贵族带来了很大的自治权，他们为自己开辟了领地，拥有几乎和一些本土盖尔国王一样大的权力。一些盎格鲁-诺曼人变得傲慢起来，反抗英国政府。英国人试图通过基尔肯尼(1366年)法令来限制这一点，该法令禁止英国移民接受爱尔兰的法律、语言、习俗和服装。这个时期随着1542年爱尔兰王国的建立而结束。